# Шохакат (село)
Шохакат (арм. Շողակաթ) — село в Гехаркуникской области, на востоке Армении. Является административным центром укрупненной общины Шохакат, охватывающей также села Драхтик, Агберк, Артаниш, Джил, Цапатах.

## История
Село с названием Надеждино основано молоканами в 1840—1844 годах, в том числе мордвинами (эрзя). В 1932 году было переименовано и до 2017 года называлось Шоржа (арм. Շորժա).
Довольно сильное землетрясение магнитудой 4.7 произошло в 5 февраля 2021 года. Эпицентр землетрясения находился в 5 км от села. Землетрясение ощущалось силой в 6-7 балов в эпицентре. В селе произошли малозначительные разрушения.

## Географическое положение

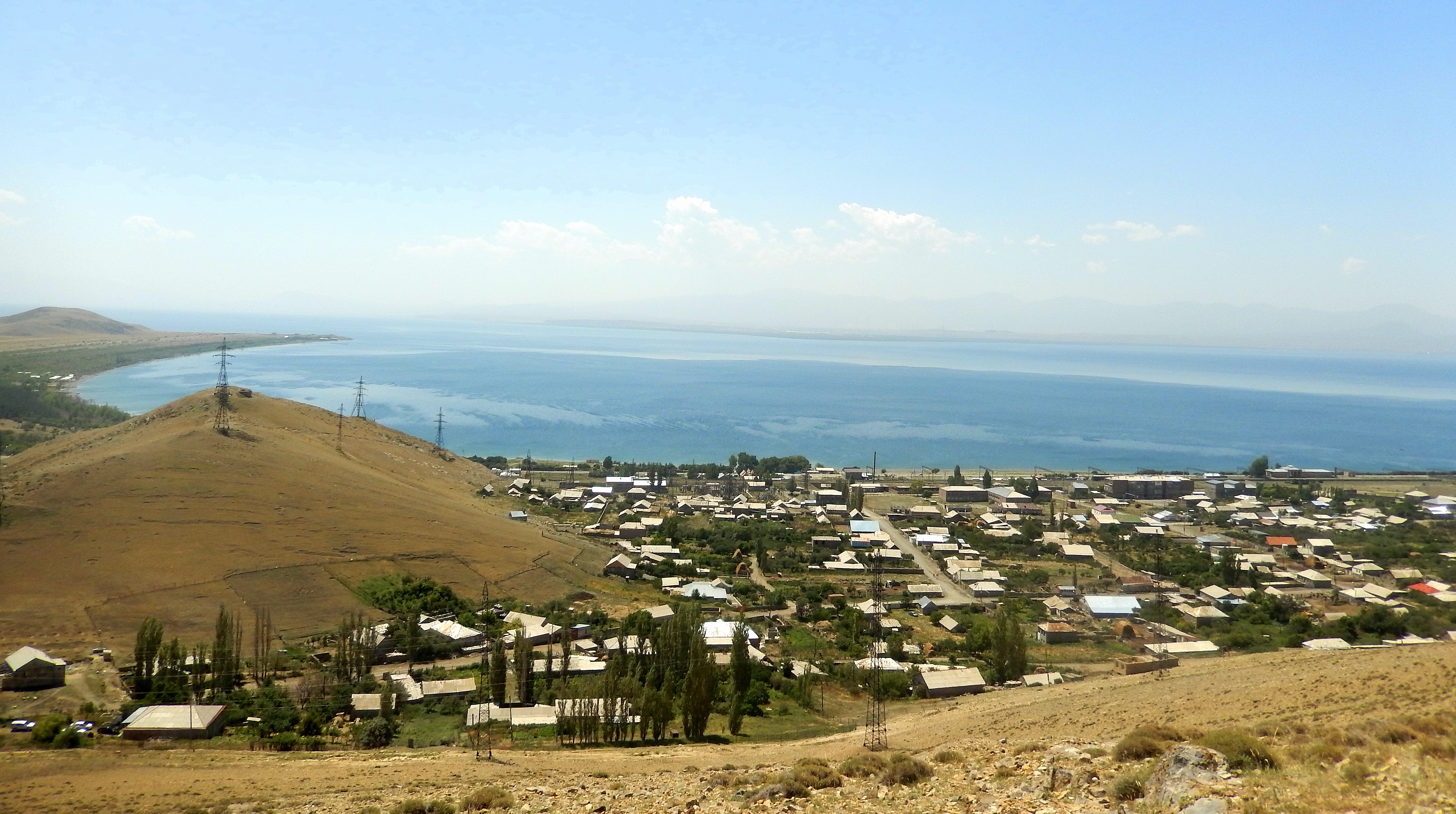
Панорама села

Село расположено на берегу озера Севан северо-западнее полуострова Артаниш, разделяющего Севан надвое.
На северо-востоке от села в озеро Севан впадает река Спитакаджур.
Ближайшие города:
- город Чамбарак — 15 км на северо-восток
- город Севан — 44 км на северо-запад
- город Варденис — 61 км на юго-восток

Ближайшие села:
- село Агберк — 3 км на север
- село Артаниш — 8 км на восток, по другую сторону полуострова Артаниш.

## Население
По данным «Сборника сведений о Кавказе» за 1880 год в селе Надеждино (Шорджалу) Новобаязетского уезда по сведениям 1873 года было 42 двора и проживало 311 русских, которые были молоканами.
В 1989—1992 года сюда переселились армянские беженцы из Азербайджана и села Арцвашен, взятого под контроль Азербайджана.
Среди местного населения есть молокане-эрзя, по национальности мордвины. Местных мордвин называют «горные мордва». Молокане гордятся, что они представители этой нации, разговаривают между собой на родном эрзянском языке. Они поддерживают тесную связь с Мордовией, многие учились там.

## Транспорт

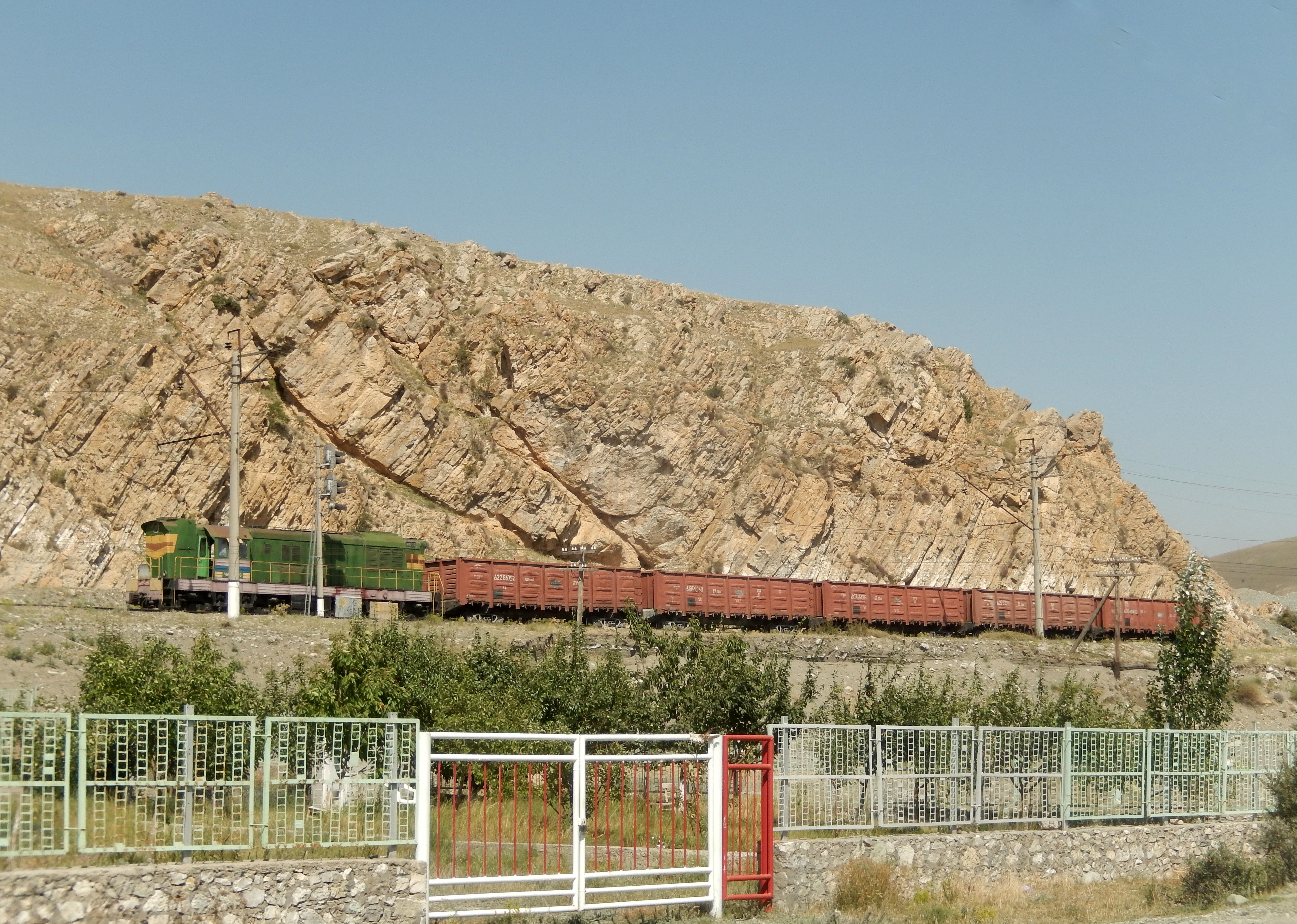
Железная дорога вблизи села

Через село проходит автомобильная трасса М14 Цовагюх — Варденис. Все подлежащие ремонту участки трассы на отрезке Цовагюх-Шохакат капитально отремонтированы в 2020 году и сегодня этот отрезок находится в очень хорошем состоянии.
В селе расположена станция Шоржа, железнодорожной линии Масис — Сотк. Она является конечной для пассажирских электропоездов на маршруте Алмаст (г. Ереван) — Шоржа, курсирующих с 1 июля по 1 сентября по выходным дням.

## Достопримечательности
На южной окраине города расположена часовня и кладбище, созданные в XVII веке. На холме с видом на село расположены руины ещё одной часовни.

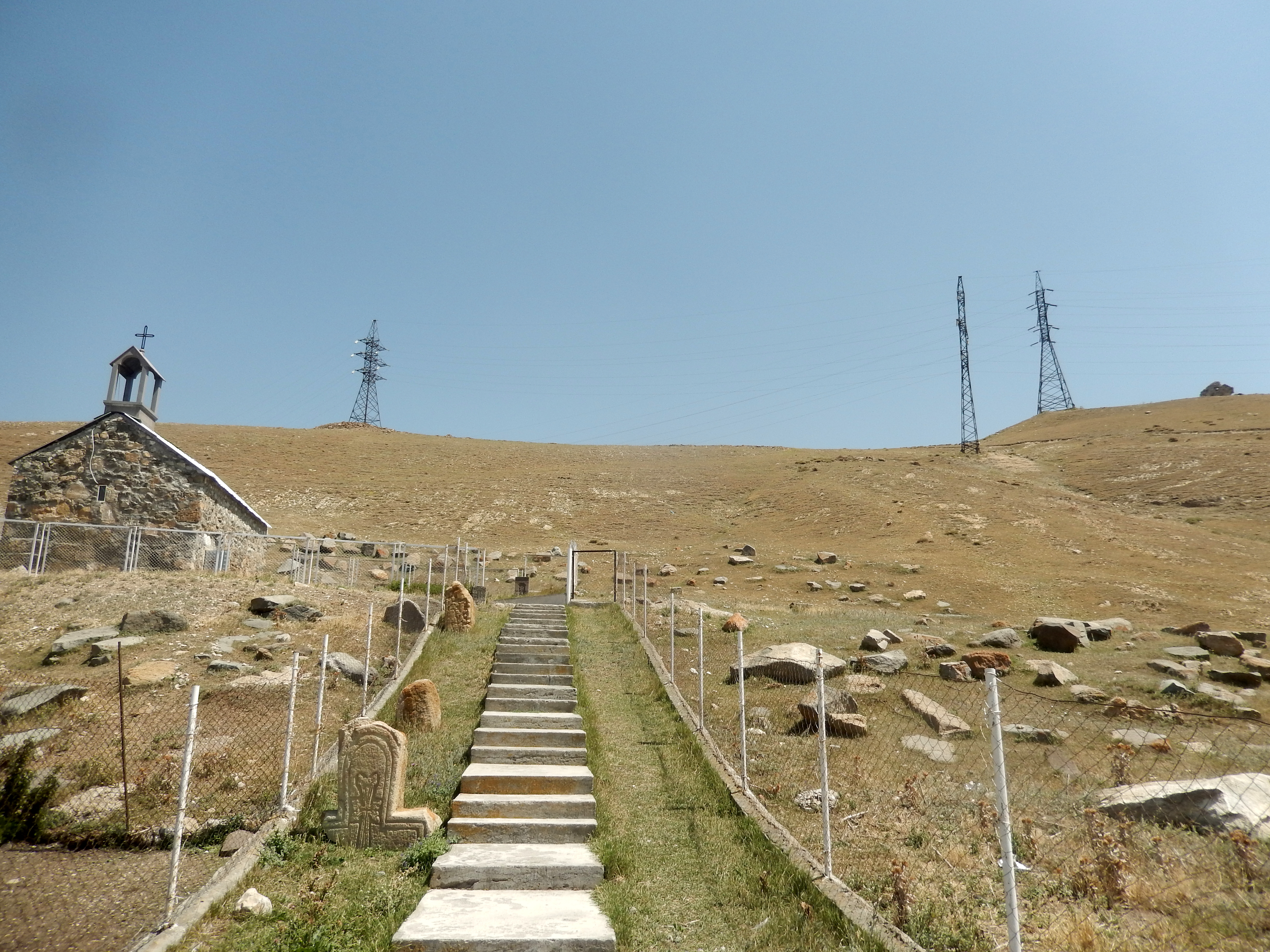
Часовня, XVI век